# Santa Terezinha (Santa Catarina)
Santa Terezinha é um município brasileiro do Estado de Santa Catarina. Localiza-se a uma latitude 26º46'43" sul e a uma longitude 50º00'29" oeste, estando a uma altitude de 610 metros. Sua população estimada em 2011 era de 8 761 habitantes.
Possui uma área de 722,28 km².

## História
Santa Terezinha é um dos principais núcleos de colonização eslava de Santa Catarina. Sua história se inicia juntamente com a história do município vizinho Itaiópolis, do qual fez parte até 1991. Sua formação ocorreu sobre antiga rota de tropeiros que faziam a ligação comercial entre o sudeste e o sul do Brasil em lombo de mulas, e tem sua origem em conjunto com a fundação da cidade paranaense de Rio Negro.
Entre os anos 1890 e 1895, a Comissão de Rio Negro PR, foi responsável pela formação das colônias polonesas de Lucena e Itaiópolis num total de 1488 pessoas e a colônia de Augusta Vitória com 120 pessoas. Outros colonos chegavam em 1891, vindos da Inglaterra, e os imigrantes russos, rutenos, poloneses e alemães vieram a partir de 1903 formando, com as famílias de tropeiros que já acampavam na região, o povoado onde hoje se localizam as cidades de Itaiópolis e Santa Terezinha.
Os imigrantes enfrentaram a resistência de 150 000 índios botocudos que viviam na região, havendo vários episódios sangrentos. Toda essa região pertenceu ao Paraná até 1909, e estava entre as terras que foram palco da Guerra do Contestado. A questão dos limites entre Santa Catarina e Paraná iniciara em 1853, quando os paranaenses, desmembrados da Província de São Paulo, buscaram a posse das terras do oeste catarinense, alargando seu território. As rixas vão se alastrando, em especial após a Constituição de 1891, que assegurava aos estados o direito de decretar impostos sobre exportações de mercadorias de sua própria propriedade e sobre indústrias e profissões[3]. A questão se estenderá até 20 de outubro de 1916, quando os governadores do Paraná, Afonso Camargo, e de Santa Catarina, Felipe Schmidt, mediados pelo Presidente da República Venceslau Brás, assinaram um acordo, estabelecendo os limites entre os dois estados.
Em 1917, após o acordo, a localidade foi transformada novamente em distrito, passando a pertencer a Mafra, no estado de Santa Catarina. Um ano depois, Itaiópolis conquistou definitivamente sua emancipação. Vários distritos foram compondo o município, tais como Iracema, Moema, Iraputã, Itaió e, em 1982, foi criado o distrito de Santa Terezinha. Pela Lei Estadual nº 8.349, de 26 de setembro de 1991, foi criado o município de Santa Terezinha, desmembrado do território de Itaiópolis.

## Hino de Santa Terezinha
Edson Blonkowski, aluno do Prolicenmus, de Itaiópolis, participou e foi vencedor de um concurso para a composição de um hino para o município de Santa Terezinha. Edson, que compôs a letra e a música do hino, relata: "O processo de criação do Hino Municipal de Santa Terezinha - SC iniciou em Julho de 2008 sendo a letra aprovada pela Câmara de Vereadores em novembro do mesmo ano. O arranjo também é meu, sendo gravado pela Banda Sinfônica Santos Anjos de Porto União - preferi gravar as vozes valorizando cantores da região. Realizei esse trabalho aqui em casa mesmo no meu PC".